# Igreja Católica São Francisco de Sales (Paducah, Kentucky)
 A Igreja Católica Romana de St. Francis DeSales (Igreja de St. Francis de Sales) é uma igreja histórica na 116 S. 6th Street em Paducah, Kentucky. Foi construída em 1899 e, juntamente com sua reitoria construída em 1927, foi adicionado ao Registro Nacional de Lugares Históricos em 1979.
É um edifício de estilo clássico do avivamento, nomeado por São Francisco de Sales.